# Homonota whitii
Homonota whitii este o specie de șopârle din genul Homonota, familia Gekkonidae, descrisă de Boulenger 1885. Conform Catalogue of Life specia Homonota whitii nu are subspecii cunoscute.